# Aripoa munda
Aripoa munda är en insektsart som först beskrevs av Frederick Arthur Godfrey Muir 1931.  Aripoa munda ingår i släktet Aripoa och familjen Tropiduchidae. Inga underarter finns listade i Catalogue of Life.